# 日清丸紅飼料
日清丸紅飼料株式会社（にっしんまるべにしりょう、英: Marubeni Nisshin Feed Co.,Ltd.）は東京都中央区に本社を置く日本の飼料メーカー。
2003年（平成15年）10月1日に日清製粉グループ本社傘下の日清飼料株式会社と丸紅傘下の丸紅飼料株式会社が経営統合して誕生した。

## 概要
大手飼料メーカー。養豚、養鶏、養牛、養魚用の各種飼料を製造販売している。

## 沿革
- 1940年（昭和15年）4月2日 - 日清飼料株式会社が設立。
- 1957年（昭和32年）8月1日 - 丸紅飼料株式会社が設立。
- 2003年（平成15年）10月1日 - 会社分割により丸紅飼料が日清飼料の営業全部を承継。同時に日清丸紅飼料株式会社に商号変更[2]。
- 2009年（平成21年）
  - 7月1日 - 丸紅より丸紅エッグ株式会社の全株式を取得し完全子会社化[3]。
  - 10月1日 - オリエンタル酵母工業より養魚飼料事業を譲受[4]。

## 現業所

### 現行
- 小樽工場 - 北海道小樽市
- 鹿島工場 - 茨城県神栖市
- 碧南工場 - 愛知県碧南市
- 知多工場 - 愛知県知多市
- 鹿児島工場 - 鹿児島県鹿児島市

## 連結子会社
- 丸紅エッグ株式会社
- ピクアジェネティクス株式会社
- 中日本大洋飼料株式会社